# Stadion RKS Ursus
Le Stadion RKS Ursus, auparavant connu sous le nom de Stadion XX-lecia PRL, est un stade omnisports polonais (servant principalement pour le football et l'athlétisme) situé à Ursus, quartier sud-ouest de Varsovie, la capitale du pays.
Le stade, doté de 1 500 places et inauguré en 1965, sert d'enceinte à domicile à l'équipe de football du KS Ursus.

## Histoire
Les travaux du stade (à l'initiative d'un parti des usines industrielles du quartier) débutent en 1963 pour s'achever deux ans plus tard. Il est inauguré sous le nom de Stadion XX-lecia PRL (du nom du 20e anniversaire de la République populaire de Pologne).
Il fait partie d'un vaste complexe sportif de plus de 6 hectares (composé de plusieurs terrains de football, de courts de tennis, ainsi que de terrains de basket-ball, de volley-ball et de handball en asphalte).
Le record d'affluence est de 10 000 lors d'une victoire 3-1 des locaux du RKS Ursus sur le Górnik Zabrze le 30 août 1978.
Il est rénové en 1995 (les bancs existants dans la tribune principale sont supprimés et la tribune est reconstruite avec 1032 sièges). Il subit à nouveau des rénovations en 2010 (la tribune est rénovée et les sièges ainsi que les barrières sont remplacés). De nouveaux panneaux lumineux sont installés en 2011.

## Événements

### Matchs internationaux de football
| Date              | Compétition                | Équipes                               | Score | Affluence |
| ----------------- | -------------------------- | ------------------------------------- | ----- | --------- |
| 28 octobre 2018   | Qualifs. Euro -17 ans 2019 | France -17 ans — Finlande -17 ans     | 2-1   | —         |
| 31 octobre 2018   | Qualifs. Euro -17 ans 2019 | Luxembourg -17 ans — Finlande -17 ans | 0-2   | —         |
| 6 septembre 2019  | Match amical               | Norvège -17 ans — Suisse -17 ans      | 2-3   | —         |
| 6 septembre 2019  | Match amical               | Roumanie -17 ans — Autriche -17 ans   | 1-3   | 50        |
| 10 septembre 2019 | Match amical               | Norvège -17 ans — Finlande -17 ans    | 4-1   | —         |

## Galerie

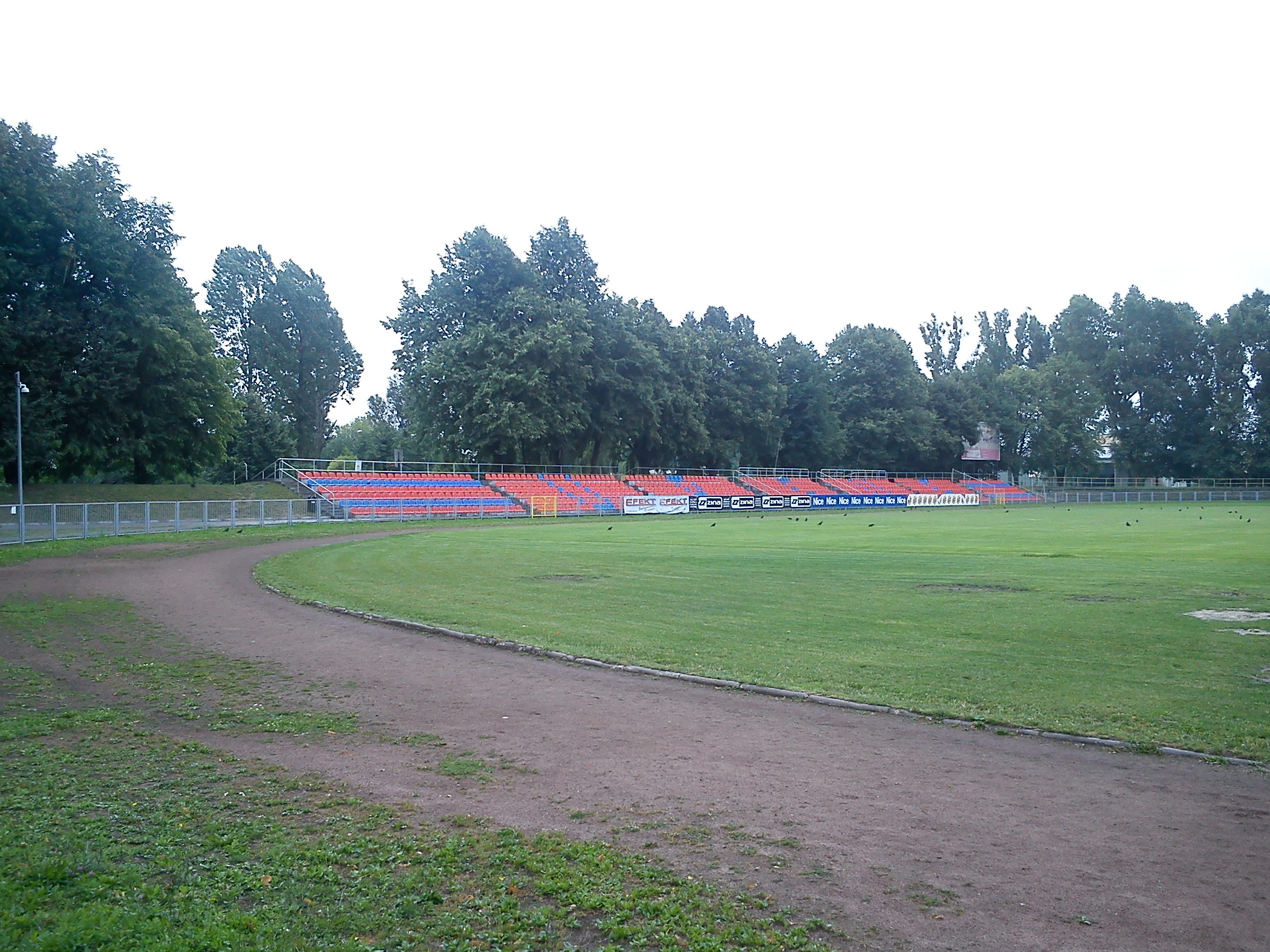
Vue du terrain n°2
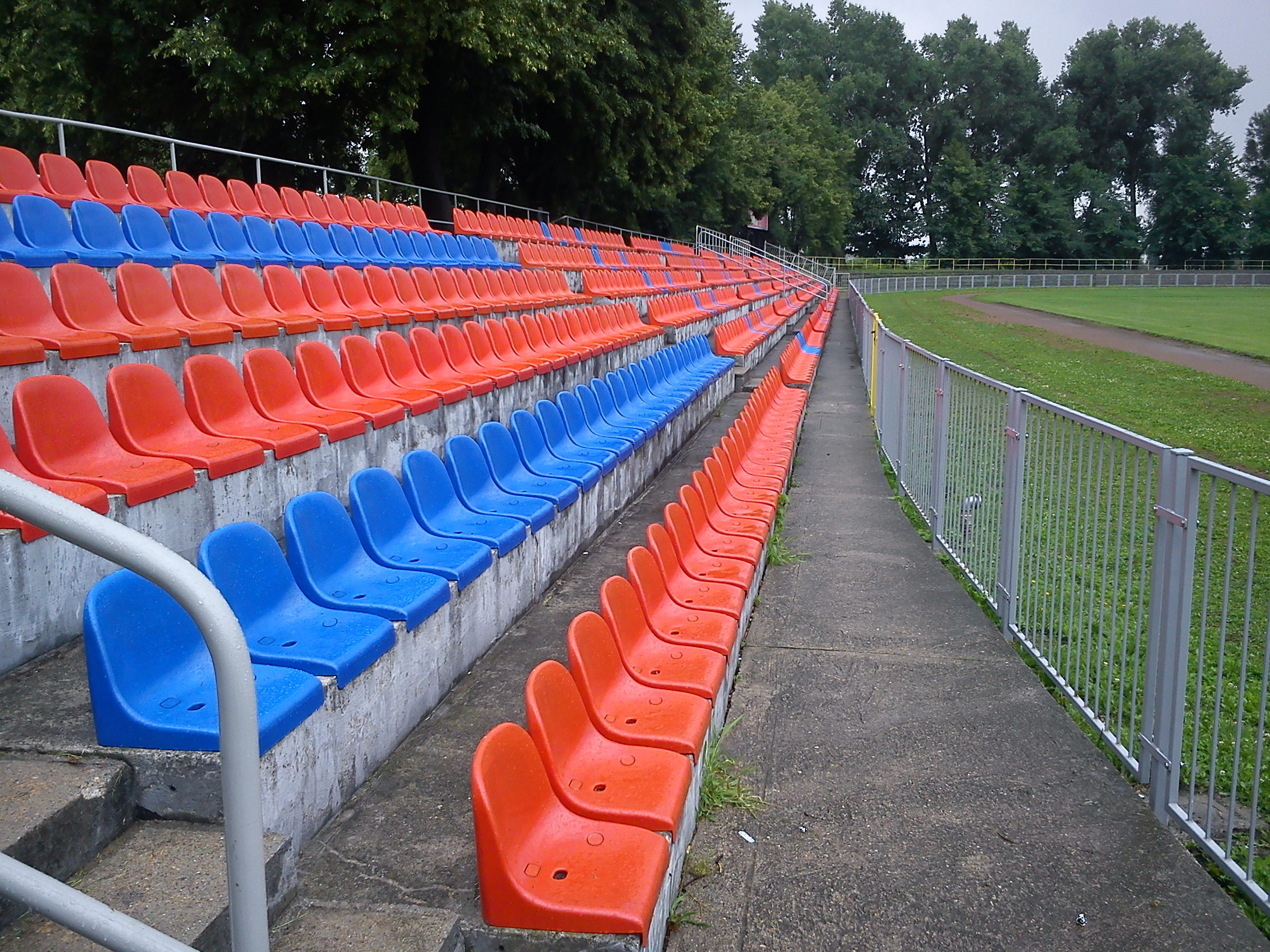
Vue des tribunes
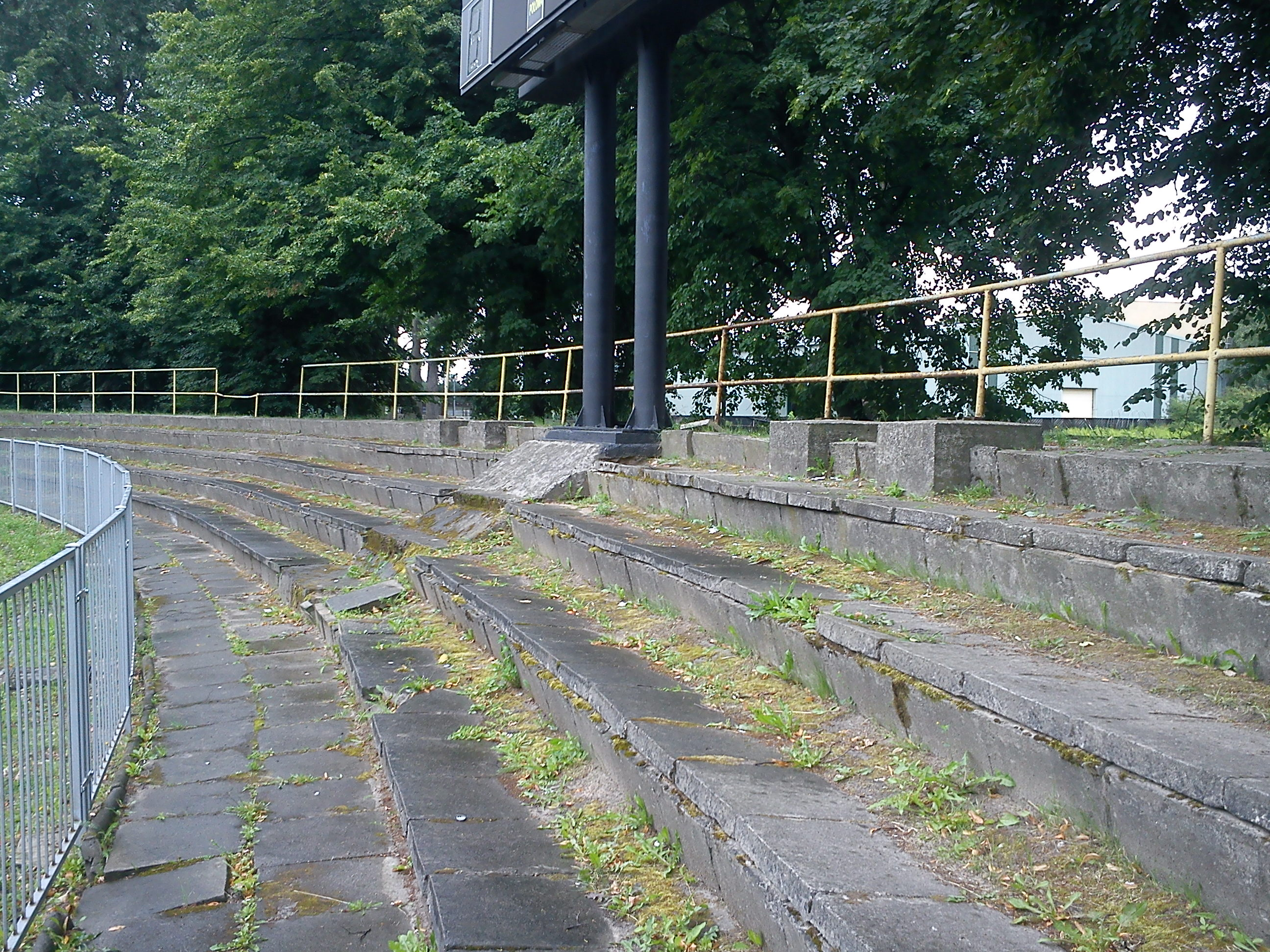
Vue du virage